# The Flight of the Phoenix
The Flight of the Phoenix (bra: Voo do Fênix, ou O Voo da Fênix, ou ainda O Voo do Fênix; prt: O Voo da Fénix) é um filme estadunidense de 1965 dos gêneros drama e aventura, dirigido por Robert Aldrich, com roteiro baseado no romance homônimo de Elleston Trevor, publicado em 1964.

## Sinopse
O piloto Frank Towns e o navegador Lew Moran estão transportando bagagens e passageiros sobre o deserto do Saara com destino a Bengazi num velho avião. Os passageiros são quase todos trabalhadores petroleiros. Há ainda uma dupla de militares ingleses e um alemão que estava visitando o irmão. O avião fica avariado em uma tempestade de areia e Frank é obrigado a pousar em pleno deserto. Na aterrissagem, dois homens morrem e um terceiro fica seriamente ferido.
Frank sabe que está fora da rota e dificilmente alguém os localizará. Um dos militares tenta ir em direção ao oásis mais próximo, a 190 km, mas suas chances são mínimas. Frank acaba sendo obrigado a ouvir o passageiro alemão, que faz um projeto para construir um novo avião, com as partes que sobraram do que caiu. Sem alternativas e com a água terminando, os sobreviventes começam a trabalhar no projeto da Fênix, nome que um deles batiza o novo avião.

## Elenco
- James Stewart — comandante Frank Towns
- Richard Attenborough — Lew Moran
- Peter Finch — capitão Harris
- Hardy Krüger — Heinrich Dorfmann
- Ernest Borgnine — Trucker Cobb
- Ian Bannen — "Ratbags" Crow
- Ronald Fraser — sargento Watson
- Christian Marquand — Dr. Renaud
- Dan Duryea — Standish
- George Kennedy — Mike Bellamy
- Gabriele Tinti — Gabriel
- Alex Montoya — Carlos
- Peter Bravos — Tasso
- William Aldrich — Bill
- Barrie Chase — Farida

## Recepção da crítica
The Flight of the Phoenix tem aclamação por parte da crítica especializada. Possui tomatometer de 89% em base de 19 críticas no Rotten Tomatoes. Tem 80% de aprovação por parte da audiência, usada para calcular a recepção do público a partir de votos dos usuários do site.

## Produção
O filme teve locações em lugares que simulam o deserto africano, como Yuma, Arizona e Winterhaven, Califórnia. O Fairchild C-82A Packet, N6887C foi utilizado nas cenas em voo. O dublê cinematográfico e colecionador de aviões, Paul Mantz, estava pilotando o Tallmantz Phoenix P-1, a máquina que foi feita dos destroços, sofreu um acidente e morreu quando o avião caiu. Outro dublê que estava a bordo, Bobby Rose, ficou seriamente ferido O filho do diretor, William Aldrich, atuou no filme. Em 2004 foi lançada a refilmagem Flight of the Phoenix.
O empresário e duble Albert Paul Mantz, que forneceu os aviões para a produção e pilotava os mesmo, morreu quando trabalhava nas filmagens, no deserto do Arizona (em  Buttercup Valley), em uma cena de aterrissagem forçada e deslizamento numa pequena colina. Esta manobra saiu fora do esperado e no choque com o chão e uma tentativa brusca de aceleração, a aeronave partiu-se ao meio e Paul teve morte instantânea.

## Prêmios e indicações
- Indicado para dois Oscars: Ian Bannen como melhor ator coadjuvante e Michael Luciano como melhor edição.